# Ostefähre Gräpel
Die Ostefähre Gräpel in Niedersachsen ist eine der wenigen noch existierenden Fähren über die Unteroste, sie verbindet Gräpel und Estorf mit dem westlichen Osteufer.

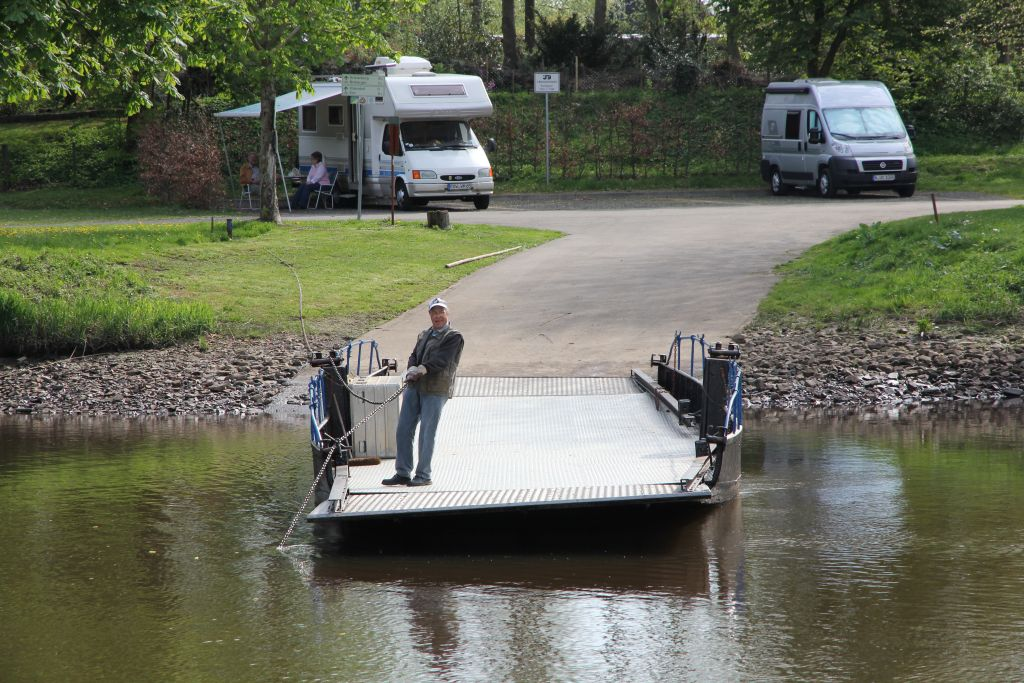
Blick auf den Fährbetrieb in Gräpel

## Geschichte
Um 1600 begannen die Bauern aus Gräpel und Estorf damit, die westlich der Oste liegenden Flächen landwirtschaftlich zu nutzen. Dazu diente anfangs eine Furt, die bei tidebedingt niedrigen Wasserständen benutzt werden konnte. Später wurde ein einfaches Floß benutzt. Um 1910 wurde im Auftrag einer Interessengemeinschaft der Bauern eine einfache Prahmfähre gebaut, die als Seilfähre über den Fluss gezogen wurde, um auch beladene Ackerwagen sicher über den Fluss zu bringen. 
Die Fährstelle befand sich neben der Gastwirtschaft und der Gastwirt war anfangs auch der Fährmann. Lag die Fähre auf der anderen Seite, wriggte der Gastwirt mit dem Kahn über die Oste, um die Fähre leer auf die Gräpeler Seite zu holen. Um 1975 übernahm Helmut Plate die Gaststätte und die Seilfähre, die inzwischen der Gemeinde gehörte.

## Gegenwart
Heute ist Karin Plate die Gastwirtin des Gasthofes „Zum Osteblick“. Wenn Wanderer oder Radfahrer am Westufer gegenüber die Fährglocke schlagen, wird der Fährmann aktiv und setzt die Fahrgäste mit der Prahmfähre, die als Seilfähre immer noch von Hand betrieben wird, über. Im Winter wird die Fähre an Land gesetzt und überholt.
Die Prahmfähre Gräpel gehört zur Route „Deutsche Fährstraße“ und wird vorwiegend von Wanderern und Touristen benutzt. Eine Bildersammlung im Saal des Gasthofes zeigt den historischen Fährbetrieb in Gräpel an der Oste. Hier befinden sich auch Bilder von der Gräpeler Werft, von der die großen Besan-Ewer vom Stapel liefen.

## Technik
Die Prahmfähre Gräpel stellt eine seltene Kombination einer handbetriebenen Gierseil- und Kettenfähre dar. Durch Wahl des Belegepunkts der Kette wird der Gierwinkel eingestellt, wodurch die Fähre durch die Strömung beschleunigt wird und der Fährmann sie manövrieren und die Kette nachziehen kann.